# Lenguas kx'a
Las lenguas kx'a, también llamadas juu-ǂhõã son una familia lingüística recientemente identificada entre las lenguas khoisán. El grupo juu (!kung) estaba bien establecido pero solo recientemente se aportó evidencia convincente de su parentesco con el ǂhoa (previamente considerado una lengua khoisana aislada).

## Clasificación

### Clasificación interna
Las lenguas juu-ǂhoa, como se ha mencionado se clasifican en dos ramas:
- ǂhua o ǂhõã, hablada por solo unos 60 hablantes en Botsuana, su estado actualmente es una lengua severamente amenazada. Algunos autores habían clasificado tentativamente esta lengua entre las lenguas tuu (aunque solo comparte con esas lenguas rasgos tipológicos de área, pero no un origen común).
- !kung (también escrito !xun or juu, y previamente khoisán septentrional) es un continuo geolectal que incluye a 50 000 hablantes. Varias de las variedades son mutuamente ininteligibles, especialmente las que no son geográficamente contiguas. Algunas variedades bien conocidas son el !kung ekoka, el ǃʼoǃkung, el juǀʼhoa y el ǂKxʼauǁʼein.

Heine y Honken (2010) acuñaron el término kx'a para esta familia en lugar del término anterior ju–ǂhõã (que era fácilmente confundible con el nombre del dialecto juǀʼhoan). El término elegido deriva de la palabra kxʼà| 'tierra, suelo' que es compartido aparece en las dos ramas de la familia.

## Descripción lingüística
Heine y Honken reconstruyen seis series de clicks para el proto-kx'a: las cinco que aparecen en las variedades más conservadoras de !kung, más los cliks bilabiales del ǂhõã. Estos últimos cliks labiales evolucionaron a cliks dentales en !xun, y los cliks retroflejos del !kung dieron lugar a cliks laterales en ǂhoa y !xun septenrrional y a cliks alveolares en !xun meridional, conservándose intactos solo en !xun central.
Por otra parte Starostin (2003) argumenta que los clikcs labialtes son un desarrollo secundario del ǂhoa. Este autor menciona que las palabras del ǂhõã para 'uno' y 'dos', /ŋʘ͡ũ/ y /ʘoa/, tienen cliks labiales en posiciones donde ninguna otra lengua joisana tiene cliks. Heine y Honken preferieron explicarlo por la pérdida de cliks labiales.

### Comparación léxica
Los numerales en diferentes variedades de lenguas Kx'a son:
| GLOSA | !xun         | juǀ'hoan | PROTO- KX'A |
| ----- | ------------ | -------- | ----------- |
| '1'   | nǀèʼé        | nǀèǃé    | *nǀèǃé      |
| '2'   | tcā          | ʦàqn     | *tca-       |
| '3'   | ǃāō          | nǃànì    | *ǃāō        |
| '4'   | ǁhȁm̀         | 2+2      |             |
| '5'   | gǁāō / ǃánnú | 2+3      |             |
| '6'   | nǁhám        | 3+3      |             |
| '7'   | nǁhám-tca    | 2+2+3    |             |
| '8'   | nǁhám-ǃāō    | 2+2+2+2  |             |
| '9'   | nǁhȁì        | 3+3+3    |             |
| '10'  | tȁqm         | (tini)   |             |
El número '10' en juǀ'hoan sería un préstamo del inglés ten '10'.

### Enlaces exteriores
- Juu–ǂHoan languages page in MultiTree Project at the LINGUIST List.

- Datos: Q6450587